# Colomba solitaria
Colomba solitaria (Lonesome Dove) è una miniserie televisiva di 4 puntate del 1989, diretta da Simon Wincer e interpretata da Robert Duvall e Tommy Lee Jones.

## La saga
Lonesome Dove fa parte di una serie:
1. Ritorno a Colomba Solitaria (Return to Lonesome Dove), miniserie del 1993.
2. Colomba solitaria (Lonesome Dove: the Series per la prima stagione; Lonesome Dove: the Outlaw Years per la seconda stagione), serial di 44 puntate trasmesso dal 1994 al 1996.
3. Streets of Laredo, miniserie del 1995.
4. Dead Man's Walk, miniserie del 1996.
5. Comanche Moon, miniserie del 2008.